# Ciro Kroon
Ciro Domenico Kroon (Curaçao, 31 januari 1916 – Curaçao, 9 juni 2001) was een Nederlands-Antilliaans politicus. Hij was van 1968 tot 1969 minister-president van de Nederlandse Antillen.

## Loopbaan
Kroon behaalde het Mulo-diploma en was werkzaam in de handel. In 1942 trad hij in dienst van de landsoverheid en was tot 1951 werkzaam op het Departement van Sociale en Economische Zaken.
Kroon ontwikkelde zich tot een ervaren politicus en was zowel op eilands- als op landsniveau actief. In 1944 was hij, naast Efraïn Jonckheer, een van de medeoprichters van de Democratische Partij (DP). Na de opstand van 30 mei 1969 in Willemstad splitste hij zich af van deze partij. Vervolgens richtte hij eind november 1970 de partij Movimento pa adelanto Social Antiyano (MASA, later PSD) op, waarvan hij de partijleider werd.
Van 1951 tot 1957 was Kroon lid van de eilandsraad van Curaçao en tevens gedeputeerde voor Sociale en Economische Zaken voor de DP. In deze periode bekleedde hij ook meermalen het ambt van waarnemend gezaghebber. In 1971 werd hij voor de MASA weer gekozen tot raadslid.
Op het niveau van de Nederlandse Antillen was Kroon van 1949-1951 lid van de Staten. In 1969 werd hij opnieuw tot lid van dit college gekozen en trad hij op als voorzitter van de DP-fraktie. Van 1957 tot 1968 was hij minister van Sociale en Economische Zaken en Volksgezondheid in vier opeenvolgende kabinetten, te weten kabinet Jonckheer I, II, III en IV. Hij stond als bewindsman aan de wieg van het Antilliaanse sociale zekerheidsstelsel en van de oprichting van de Sociale Verzekeringsbank Nederlandse Antillen. Op 14 februari 1968 volgde Kroon Jonckheer op namens de DP. Tijdens zijn premierschap vond op 30 mei 1969 op Curaçao een bloedige arbeidersopstand, de zogenaamde Trinta di Mei, plaats. Kroon verbleef op dat moment op Aruba, maar keerde snel terug naar Curaçao. De opstand heeft twee mensen gedood en 69 mensen gewond. De totale schade werd geschat op $ 40 miljoen. In september 1969 trad het kabinet Kroon af en werd opgevolgd door een interim-regering onder leiding van Gerald Sprockel. Hierna keerde Kroon terug als statenlid en fraktievoorzitter, eerst namens de DP en na 1971 namens de MASA. Hij werd lid van de in maart 1972 geïnstalleerde Koninkrijkscommissie, die mogelijke alternatieven moest voorbereiden voor de staatkundige verhoudingen tussen Nederland, Suriname en de Nederlandse Antillen, alsmede voorzitter van de financieel-economische werkgroep. Van 1973 tot 1975 werd hij minister van Economische Zaken in het kabinet Evertsz. Hierna trok Kroon zich terug uit de politiek en werd zakenman. Hij was oprichter en president-directeur van Banco Mercantil de Venezuela. Later was hij lid van de Raad van Advies van de Nederlandse Antillen. Eind 1985 verscheen hij opnieuw op het politiek toneel toen hij bij de vorming van het tweede kabinet Martina tot informateur werd afgewezen. Kroon werd in 1990 onderscheiden door de Antilliaanse Industriëlen Vereniging (ASINA) voor zijn bijdrage aan de ontwikkeling van de economie.

## Eerbetoon
In 1968 ontving Kroon de versierselen verbonden aan het Grootkruis van de Orde van San Carlos (Colombia). In 1969 werd hij benoemd tot commandeur in de Orde van Oranje-Nassau.

## Privéleven
Kroon huwde in 1936 de uit Curaçao afkomstige Edna Huis. Zij kregen vier kinderen.
Moises Frumencio da Costa Gomez · 
Efraïn Jonckheer · 
Ciro Kroon ·
Gerald Sprockel ·
Ernesto Petronia ·
Ronchi Isa ·
Otto Beaujon · 
Juancho Evertsz · 
Lucina da Costa Gomez-Matheeuws ·
Boy Rozendal ·
Miguel Pourier · 
Don Martina ·
Maria Liberia-Peters · 
Suzy Camelia-Römer ·
Alejandro Felippe Paula · 
Etienne Ys ·
Ben Komproe ·
Mirna Louisa-Godett ·
Emily de Jongh-Elhage